# William Penn
William Penn (Londra, 14 ottobre 1644 – Ruscombe, 30 luglio 1718) è stato un politico e teologo britannico.
Figlio dell'ammiraglio inglese William Penn (23 aprile 1621 – 16 settembre 1670) e di Margaret Jasper, fu il fondatore della colonia britannica della Pennsylvania, che successivamente si trasformò in due stati degli Stati Uniti d'America (Pennsylvania e Delaware). I principi democratici che egli sostenne durante la sua vita furono un'importante fonte di ispirazione per la successiva costituzione statunitense. A Penn si deve anche la prima proposta di un Parlamento europeo eletto, con il compito di risolvere pacificamente le controversie tra stati.

## Biografia
Nato da un'influente famiglia anglicana, a 25 anni Penn aderì alla congregazione religiosa dei Quaccheri, che era vista con grande sospetto dalle autorità inglesi per alcune idee considerate eretiche (come il rifiuto di giurare fedeltà al re, o il pacifismo). L'ostilità e le persecuzioni cui i quaccheri erano sottoposti convinsero Penn a cercare di fondare una colonia in America. Nel 1677 un gruppo di quaccheri ottenne il permesso di emigrare nel New Jersey occidentale, ma Penn rimase in Inghilterra, dove nel 1681, grazie all'influenza paterna, il re Carlo II gli affidò una concessione per colonizzare un'area molto più vasta ad ovest e a sud del New Jersey, che da allora fu nota appunto come Pennsylvania. Penn restò in Inghilterra per la maggior parte della sua vita, visitando la Pennsylvania solamente due volte. Morì nel 1718 nella sua casa di Ruscombe, nei pressi di Twyford, nel Berkshire.

## La Pennsylvania
All'interno del territorio della Pennsylvania, la concessione affidava a Penn un'autorità assoluta, seconda solo a quella del re. Egli seguendo il modello della tolleranza religiosa di Transilvania che per lui rimase un modello mitico in questo senso, A History of Unitarianism in Transylvania, England and America di D.D. Earl Morse Wilbur, instaurò un governo democratico, caratterizzato dalla separazione dei poteri e dalla libertà religiosa concessa a tutti i suoi abitanti, il che favorì l'immigrazione da altri paesi europei, specie dalla Germania.
Durante la prima visita (1682-1684) egli fondò la città di Filadelfia ed esplorò l'interno del paese, dove allacciò rapporti amichevoli con le popolazioni indiane: per quanto i suoi sforzi a questo proposito siano stati successivamente frustrati, è probabilmente vero che in Pennsylvania lo scontro fra coloni ed indiani iniziò molto più tardi che nelle altre colonie inglesi.
La sua famiglia rimase formalmente proprietaria della Pennsylvania fino alla Rivoluzione Americana.

## La proposta di un Parlamento europeo
Nel 1693, William Penn scrisse un breve saggio, Discorso intorno alla pace presente e futura dell'Europa, dove per la prima volta nella storia propose "la costituzione di un'Europa ordinata in una Dieta o in un Parlamento o in Stati generali". Penn immaginò un Parlamento Europeo composto da circa 90 deputati rappresentanti dei diversi stati e popoli del continente. Penn difese l'idea del voto segreto, consentendo quindi ai deputati dello stesso paese di votare sulla base delle proprie convinzioni e non in base all'interesse del proprio stato di origine.
Sorprendentemente, il suo Progetto riguardava solamente i paesi europei, anche se previde la possibilità di farvi aderire anche la Russia e, addirittura, l'Impero ottomano. Da questo punto di vista, Penn può considerarsi come il primo pensatore a proporre l'istituzione di un Parlamento europeo. Il suo progetto fu ripreso nel 1710 dal quacchero John Bellers e nel 1814 da Claude-Henri de Saint-Simon.
Penn tornò in Pennsylvania nel 1699, quando propose una federazione fra tutte le colonie inglesi del Nord America, anche se la proposta ebbe scarso seguito. Pur avendo avuto intenzione di stabilirsi definitivamente a Filadelfia, nel 1701 Penn dovette tornare in Inghilterra per via di difficoltà economiche dovute alle macchinazioni del suo amministratore Philip Ford, in seguito alle quali Penn rischiò di perdere la concessione della Pennsylvania. Bloccato in patria da una serie di cause legali contro Ford, nel 1712 Penn rinunciò definitivamente a tornare in America per via di una paralisi. Morì quindi in Inghilterra, nel 1718.

## Opere
Scritti tradotti in italiano:
- William Penn, Discorso sulla pace presente e futura dell'Europa, in Daniele Archibugi e Franco Voltaggio, a cura di, Filosofi per la pace, Editori Riuniti, Roma, 1999.
- William Penn, Il Governo della Pennsylvania, in Cristina Guccione, a cura di, William Penn. Forme di governo e identità linguistica, Editore Giappichelli, Torino, 2008.

Sui quaccheri:
- John Sykes, Storia dei quaccheri, Sansoni, Firenze, 1966.
- Claudio Volo (a cura di), I quaccheri. Eversione e nonviolenza (1650-1700). Gli scritti essenziali, Claudiana, Torino, 1980.